# Yvonne Cormeau
Beatrice Yvonne Cormeau, née le 18 décembre 1909 à Shanghai et décédée le 25 décembre 1997 dans le Hampshire, fut, pendant la Seconde Guerre mondiale, un agent du service secret britannique Special Operations Executive (SOE), qui travailla pendant treize mois dans le sud-ouest de la France occupée comme opérateur radio du réseau Wheelwright, dirigé par George Starr « Hilaire ».
Yvonne Cormeau est reconnue pour la qualité et la quantité de ses transmissions sans fil. Elle est récipiendaire de l'Ordre de l'Empire britannique, et de la Légion d'honneur et de la Croix de Guerre de France.

## Biographie

### Jeunes années
Yvonne Cormeau est née Beatrice Yvonne Biesterfeld le 18 décembre 1909 à Shanghai, Chine, d'un père belge, officier consulaire et d'une mère écossaise,.
Elle est éduquée en Belgique et en Écosse, ce qui en fait une parfaite bilingue.
En 1937, elle vit à Londres et y épouse Émile Cormeau, un comptable. Son mari rejoint la Rifle Brigade. Il est blessé en France en novembre 1940 et renvoyé au Royaume-Uni. Peu après, il est tué lors d’un bombardement de Londres qui atteint leur logement. Yvonne a la vie sauve grâce à une baignoire qui tombe sur elle et la protège. Leur fille de deux ans, Yvette, est envoyée à la campagne, dans un couvent de nonnes Ursulines à Oxfordshire pour  échapper aux bombardements incessants de Londres. Elle y restera jusqu'à l'âge de cinq ans,,.

### La Seconde Guerre mondiale

#### Formation
Veuve récente, Yvonne décide de « prendre la place de son mari dans les Forces Armées ». En novembre 1941, elle rejoint la Women's Auxiliary Air Force (WAAF) à un poste administratif. Elle servira successivement à Innsworth et à Swinderby.
Alors qu'elle exerce à la RAF Swinderby, elle répond à un appel qu'elle lit sur le tableau des annonces : on recherche des linguistes. Le 15 février 1943, elle est recrutée par le Special Operations Executive (SOE) et suit l’entraînement d’opérateur radio pour la section F, en même temps qu'Yolande Beekman et Noor Inayat Kha. Elle sera la seule des trois à survivre à sa mission en France,,.

#### Mission avec le réseau Wheelwright
Après son entraînement, elle est parachutée, dans la nuit du 22 au 23 août 1943, sur Saint-Antoine-du-Queyret, au nord-est de Bordeaux,.  Elle vient y tenir le rôle d’opérateur radio pour le réseau Wheelwrighy dirigé par George Starr, nom de code « Hilaire » qu'elle a rencontré avant la guerre, à Bruxelles. Elle effectue ses opérations clandestines en France occupée sous le nom de guerre « Annette ». 
Le réseau Wheelwright est chargé d'aider les maquis, d'organiser des parachutages d'armes et des sabotages dans les départements de Dordogne, du Gers, des Hautes Pyrénées, des Landes, Lot et Garonne et du Tarn et Garonne.
La hiérarchie au sein du réseau Wheelwright obéit à une répartition genrée des rôles. En majorité, les femmes sont chargées d’opération de liaison et d'hébergements d'agents. Yvonne Cormeau est une des rares à servir comme opératrice radio.
Yvonne Cormeau est une opératrice sans fil talentueuse et précise, capable de transmettre 18 à 22 mots par minute en code Morse, lorsque la moyenne est de 12 mots par minute. Cette rapidité est cruciale parce que, plus le temps d'utilisation du sans fil est court, moins l'opérateur risque d'être détecté et arrêté (pas plus de 20 minutes par transmission). 
Au cours des premiers mois de son séjour en France, Yvonne Cormeau travaille également  comme coursier pour Starr. Elle doit faire trois transmissions sans fil par semaine, ce qui implique également le codage et le décodage des messages. Le réseau Wheelwright est vaste et elle change souvent d'emplacement, ne restant jamais dans une maison plus de trois jours. C'est pour sa propre sécurité, ainsi que pour la sécurité des familles rurales qui l'hébergent et lui permettent de transmettre depuis chez elles. Elle doit parcourir à vélo jusqu'à 50 kilomètres pour changer de résidence et pour livrer ou recevoir des messages. Lors de ses déplacements, elle identifie les champs pouvant servir de zones de parachutage de fournitures ou de zones d'atterrissage pour les avions et en informe le SOE . Elle se fait passer pour une infirmière de district pour justifier ses déplacements en cas de contrôle par les Allemands ou la Milice française. Elle évite l’arrestation de peu après avoir été trahie par un agent du nom de code Rodolph mais continue à opérer bien que faisant l'objet d'avis de recherche. Elle est encore arrêtée à un barrage routier allemand avec Starr ; le couple est interrogé sous la menace d'une arme. Finalement, les Allemands acceptent leur histoire et les faux papiers d'identité et elle réussit à faire passer son équipement sans fil comme une machine à rayons X,,. 
Dans les premiers mois de 1944, alors que le débarquement se prépare, le rythme d'activité de la résistance s’accélère et le travail d'Yvonne Cormeau devient plus difficile. Elle transmet plusieurs fois par jour et reste pendant de longues périodes à Castelnau-sur-l'Auvignon. L'historien officiel du SOE, M.R.D. Foot décrit le travail de Cormeau :« [Elle était] une artisan parfaitement discrète et sûre ... Elle a enfreint - avec succès l'une des règles les plus strictes de la sécurité sans fil - c'est-à-dire toujours bouger: elle a transmis pendant six mois consécutifs depuis la même maison. Depuis sa fenêtre, elle pouvait voir à cinq kilomètres, ce qui était une sécurité; un autre avantage était qu'il n'y avait pas d'eau courante dans le village, de sorte que les Allemands  n'ont jamais pensé à la chercher là-bas. »
Pendant ses treize mois d'activité auprès de George Starr, elle envoie 400 messages, qui permettent notamment l'organisation de 147 parachutages d'armes. 
En juin 1944, Yvonne Cormeau est blessée d'une balle dans la jambe alors qu'elle fuit une attaque allemande sur Castelnau, mais elle réussit à s'échapper avec sa radio. La robe qu'elle portait à cette occasion et la mallette tachée de sang sont exposées en permanence à l'Imperial War Museum de Londres avec son uniforme d'officier de la WAAF. 

#### La Libération
Le 21 août 1944, Toulouse tombe aux mains des Forces françaises de l'intérieur, l'organisation faîtière des résistants. Starr et Yvonne Cormeau entrent dans la ville, drapeaux américains et britanniques sur leur voiture. La libération du sud-ouest de la France est complète. Le 25 septembre, Yvonne Cormeau et George Starr quittent la France, neuf jours après que Starr et Charles de Gaulle se soient affrontés et qu'il leur ait ordonné de quitter le pays. 
Après le 29 novembre, en présence de Maurice Buckmaster et du représentant du général de Gaulle, le colonel « Hilaire » et le capitaine « Annette » reçoivent des mains du colonel Monnet, sur le front des troupes, la croix de guerre 1939-1945. Le 13 décembre, la délégation britannique, conduite par le colonel Maurice Buckmaster et comprenant le colonel « Hilaire » et le capitaine « Annette », viennent en Gascogne, à Castelnau-sur-l'Auvignon et à Condom,.
Elle est démobilisée en 1945 avec le grade de Flight Officer (en) de la WAAF. Elle travaille alors comme traductrice. Elle devient la charnière des vétérans du SOE et organise leur dîner annuel du 14 juillet.

#### L'après-guerre
Yvonne Cormeau retrouve sa fille Yvette et elles vivent à Londres. 
Elle participe, en 1989, à l'émission de télévision américaine This Is Your Life où Michael Aspel  l'invite à parler de sa vie et elle est conseillère de la BBC pour huit épisodes la série télévisée Wish Me Luck sur la vie de femmes ordinaires travaillant sous couverture en territoire ennemi. 
Ses dernières années sont assombries par deux accidents, une grave chute dans un escalier et, plus tard , une agression à Londres
Elle se remarie avec James Edgar Farrow et passe ses dernières années à la maison de retraite Tall Pines dans le Hampshire. 
Elle meurt le 25 décembre 1997 à 88 ans. Des dignitaires de France et du Royaume-Uni ont assisté à ses funérailles en reconnaissance du travail précieux accompli pendant la Seconde Guerre mondiale. 

## Identités
- État civil : Béatrice Yvonne Biesterfeld, épouse Cormeau, puis Farrow
- Comme agent du SOE :
  - Nom de guerre (field name) : « Annette »
  - Nom de code opérationnel : FAIRY (en français FÉE)
  - Nom de code du Plan, pour la centrale radio : SARAFARI
  - Nom familier, pour les maquisards : Madame Annette

## Famille
- Son père : Belge, officiel consulaire.
- Sa mère : Écossaise
- Son premier mari : Charles Édouard Émile Cormeau

## Reconnaissance

### Distinctions
- Royaume-Uni : Membre de l'Ordre de l'Empire britannique (MBE),
- France : Légion d'honneur, Croix de Guerre 1939-1945[19], Médaille de la Résistance et Palmes académiques.

### Musée
Sa tenue, complète mais trouée par une balle, son porte-documents taché de sang et son uniforme d’officier de la WAAF sont exposés à l’Imperial War Museum de Londres.

### Monument
- À Losse (quartier de Lapeyrade) (Landes), une stèle rappelle les cinq parachutages d'agents réalisés entre août 1943 et avril 1944 sur les terrains d'alentour, ayant amené quatre personnes pour le réseau Wheelwright de George Starr (Anne-Marie Walters, Yvonne Cormeau, Claude Arnault et Denis Parsons), une personne pour le réseau Stationer (Maurice Southgate), et deux personnes pour le réseau Scholar (Gonzague de Saint-Geniès et Yvonne Baseden). Cette stèle, érigée à l'initiative de l’amicale du réseau Hilaire-Buckmaster (c'est-à-dire du réseau Wheelwright), a été inaugurée le 23 mai 2002[20].

## Sources et liens externes
- (en) Fiche Yvonne Cormeau, avec photographie sur le site Special Forces Roll of Honour.
- (fr) Michael Richard Daniell Foot (trad. de l'anglais par Rachel Bouyssou, préf. Jean-Louis Crémieux-Brilhac), Des Anglais dans la Résistance : le Service Secret Britannique d'Action (SOE) en France 1940-1944, Paris, Éd. Tallandier, coll. « Histoires d'aujourd'hui », mars 2008, 1re éd., 799 p. (ISBN 978-2-84734-329-8). Traduction en français par Rachel Bouyssou de  (en) SOE in France : An Account of the Work of the British Special Operations Executive in France, 1940-1944 (Government Official History), Whitehall History Publishing, in association with Frank Cass Publishers, juin 2004, 3e éd. (1re éd. Her Majesty's Stationery Office, 1966), 584 p. (ISBN 978-0-415-40800-4)Ce livre, qui présente la version officielle britannique de l’histoire du SOE en France, est une référence essentielle sur le sujet.
- Raymond Escholier, Maquis de Gascogne, collection « Documents d'aujourd'hui » no IV, Genève, Éditions du Milieu du Monde, 1945 ; réédition : Éditions du Bastion, 2004.
- (en) Article wikipedia de langue anglaise.